# Battlezone
Pour les articles homonymes, voir Battlezone (homonymie).
Battlezone, un jeu vidéo développé par Atari Inc., sorti en 1980 sur borne d'arcade. Il s'agit d'une simulation de char d'assaut en 3D fil de fer et en vue à la première personne. Considéré comme un classique du jeu d'arcade, il constitue une avancée dans la représentation d'un environnement 3D interactif et immersif, participant d'un âge d'or où les grands titres rivalisent d'innovation. Le titre marque aussi un premier rapprochement entre l'industrie du jeu vidéo et l'armée américaine.
Le jeu est un important succès en salle d'arcade. Il est adapté à partir de 1983 sur la console Atari 2600 et les ordinateurs personnels Apple II, Atari 8-bit, Atari ST, Commodore 64, Commodore VIC-20  et les compatibles PC. Dans les décennies suivantes, de nouvelles versions voient le jour sur la console Lynx (1995), les plates-formes Windows (Battlezone, 1998; 1999) et les consoles Nintendo 64 (2000) et PlayStation Portable (2006). 
Le jeu a fait l'objet d'un remake en 2008 sur le Xbox Live Arcade. Il a le même titre que le jeu original : Battlezone.

## Système de jeu

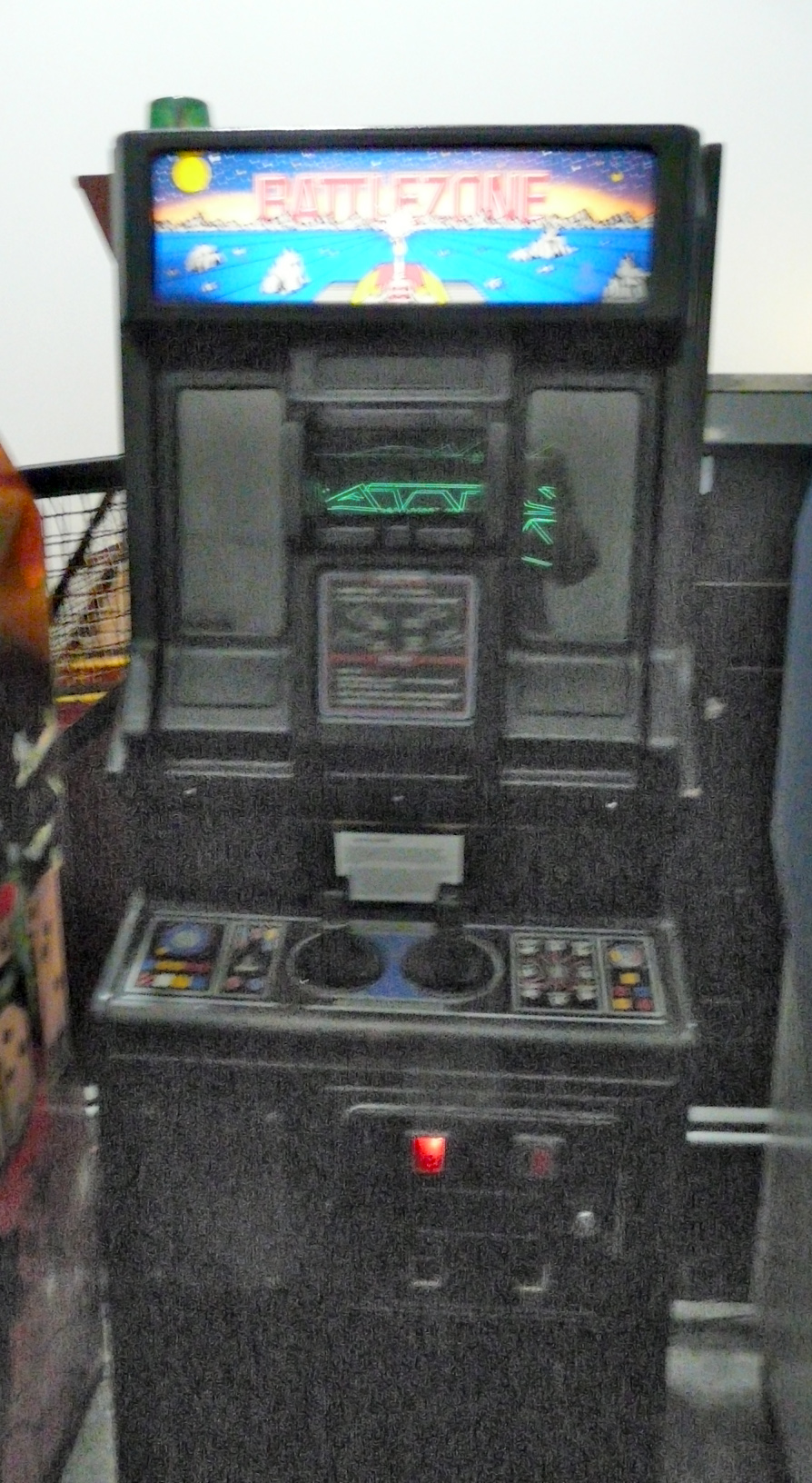
Borne d'arcade de Battlezone.

Le joueur contrôle un char d'assaut dans un environnement 3D minimaliste visualisé de l'intérieur de l'engin, en vue subjective. Le but du jeu est de détruire le maximum d'ennemis sans être touché. Les ennemis comprennent des chars, de superchars, des missiles et des soucoupes volantes. Les chars sont mobiles et font feu. Le superchar est plus mobile et rapide que le char normal. Les missiles apparaissent dans le ciel, puis survolent le sol en direction du joueur en effectuant des zigzags : une synchronisation très précise est requise pour les détruire.
Les soucoupes volantes sont inoffensives : leur destruction rapporte des points bonus.
L'interface comprend un viseur au centre de l'écran, qui permet de cibler les ennemis, et un écran de radar, qui permet de situer les ennemis hors du champ de vision. La borne d'arcade propose un système de commande basé sur l'utilisation de deux joysticks deux voies qui déclenchent indépendamment la mise en action des chenilles. L'écran est positionné à niveau de tête, dans un renfoncement suggérant une sorte de vue télescopique. Battlezone est l'un des premiers exemples de jeu vidéo rapproché de notion de réalité virtuelle.
L'espace de jeu représente une vallée surmontée de montagnes, ce qui est décrit comme le premier exemple d'espace de représentation 3D figurant un paysage dans le jeu vidéo. Les environnements et les ennemis sont modélisés en 3D. Le joueur peut se déplacer librement dans l'espace, à la fois sur les axes X et Y (plutôt qu'ensuivant un chemin prédéterminé). Il est ainsi possible de visualiser les chars ennemis sous tous les points de vue, à 360°. L'environnement comprend des objets primitifs (cubes, pyramides), qui peuvent avoir un rôle tactique en servant de protection et qui, en l'absence de char ennemi à l'écran, constituent les seuls repères à l'avancée dans le décor. L'horizon montagneux, qui présente un volcan en éruption et la lune, est représenté en 2D et ne peut pas être rejoint : il subit seulement un défilement latéral à chaque changement d'orientation du char, simulant un pseudo effet de parallaxe avec les objets du premier plan.
En précurseur de la représentation 3D dans le jeu vidéo d'arcade et familiale, le monde de Battlezone marque l'imaginaire du joueur de l'époque. Comme le monde virtuel ne matérialise aucune barrière physique, le joueur est tenté de s'éloigner du champ de bataille dans l'espoir de rejoindre l'horizon. Les programmeurs ont cependant envisagé cette possibilité, d'abord dans le but de rentabiliser le temps de jeu : les joueurs aventureux sont rappelés à l'ordre par une succession de missiles qui les ciblent jusqu'à ce que mort s'ensuive. Dans les allées des arcades, il se raconte néanmoins l'existence d'un passage secret menant vers un ailleurs, comme vers le fameux cratère.

## Développement
L'idée d'un simulateur de combat de char est défendue par Morgan Hoff, le leader du projet. À l'origine, l'idée est de réaliser un jeu de char en vue subjective se déroulant dans un labyrinthe et pouvant se jouer à deux, en écran splité ou sur deux écrans. On peut y voir une adaptation en 3D du concept de Tank (1974), un des premiers hits de la société Atari (filiale Kee Games). Le concept final est parfois rapproché à celui de Panzer, une simulation de char en 3D fil de fer apparue sur le réseau PLATO en 1977 (lui-même ancêtre de Panther, 1975).
Ed Rotberg est le principal programmeur du projet. Il développe le jeu dans le même temps que Red Baron (1980), un simulateur de combat aérien basé sur la même technologie. Les collègues du laboratoire Atari, qui s'agglutinent autour du jeu durant les pauses, constituent le premier baromètre du potentiel du jeu.

## Adaptations
L'adaptation sur Atari 2600, console la plus populaire de l'époque, à la technologie vieillissante, nécessite une refonte complète. La perspective sur la profondeur du décor est respectée mais l'avant du char est désormais affiché à l'écran et les ennemis sont représentés par des sprites. Le jeu est bien accueilli par les joueurs même si les sensations sont assez différentes de l'original. Les versions sur ordinateurs personnels, en 3D, sont plus fidèles à l'original.

## Bradley Trainer
En décembre 1980, Atari est approché par l'United States Army dans le but de développer une version remaniée de Battlezone destinée à l'entraînement des équipages de véhicule de combat d'infanterie (Bradley Fighting Vehicle). Cette version est connue sous le nom de Bradley Trainer, ou Army Battlezone. Elle présente de profondes modifications comme le déplacement automatisé du char, de nouveaux types d'armes et véhicules environnants, et un zoom pour la visée. Le contrôleur en forme de manche spécialement développé pour cette version sert de base de celui utilisé sur de futures bornes d'arcade d'Atari (et pour la première fois, sur celle du célèbre Star Wars en 1983). Bien que le destin de cette version reste assez floue, elle marque un premier rapprochement entre l'industrie du jeu vidéo et l'armée américaine. Certains développeurs impliqués désapprouvent cette politique de la direction d'Atari, comme Ed Rodberg.

## Postérité
Battlezone est un des premiers exemples de level design 3D et le premier jeu vidéo en vue à la première personne a connaître un succès de masse. Les modèles fil de fer non texturé du jeu constituent l'un des premiers pas dans le domaine de la modélisation 3D dans le jeu vidéo, qui devient un standard au milieu des années 1990.
Le jeu est l'une des entrées de l'ouvrage Les 1001 jeux vidéo auxquels il faut avoir joué dans sa vie.
Le record sur borne arcade est détenu par l'américain David Palmer, le 30 août 1985, avec un score de 23.000.000.